# Francesc Labarta i Planas
Francesc Labarta i Planas (* 12. August 1883 in Barcelona; † 3. November 1963 ebenda) war ein katalanischer Maler, Zeichner und Kunstpädagoge.
Labarta war Schüler von seinem Vater Lluís Labarta i Grané, bevor er 1897 als Student in die Llotja von Barcelona eintrat. Er arbeitete im Team von Lluís Domènech i Montaner, wo er an den Arbeiten im „Hospital de Sant Pau“ mitwirkte. Er entwarf Mosaike und gestaltete zahlreiche Projekte angewandter Kunst (Schmiedeisenfiguren, Mosaike, Glasfenster, Grafiken, Wandbehänge, Teppiche und Damaste) im Rathaus von Sants-Hostafrancs. Er hatte auch bedeutende Ausstellungsstücke zur Weltausstellung 1929 in Barcelona beigesteuert. Parallel unterstützte er unter dem Pseudonym LATA satirische Zeitschriften wie „Papitu“ (1908–1937), „L'Esquella de la Torratxa“, „La Cuca Fera“, „Foyer“ und andere mit Illustrationen. Ebenso illustrierte er Bücher und Gedichtbände. 1910 gründete er „Les Arts i els Artistes“, 1912 wurde er Kunstprofessor an der Llotja in Barcelona. Seit 1918 widmete sich Labarta der Staffelagemalerei, speziell der Landschaftsmalerei, die einen sensiblen Objektivismus verkörperte. Zur selben Zeit restaurierte er Wandgemälde und Interieurs. 1933 wurde er in die „Reial Acadèmia Catalana de Belles Arts de Sant Jordi“ berufen. Bürgerkriegsbedingt ging er 1936 an die Kunstakademie von Olot. Nach dem Krieg kehrte er als Dozent an die Llotja in Barcelona zurück. In seiner Spätphase restaurierte er vor allem Wandmalereien, Glasfenster und Kirchen in und um Barcelona. Individualausstellungen bestückte er bis 1945. Labarta schrieb zwei Bücher:
- 1944 Para comprender la pintura
- 1946 Composición decorativa – Pintura (Artes aplicada)